# Lista di asteroidi (431001-432000)
Di seguito una lista di asteroidi dal numero 431001 al 432000 con data di scoperta e scopritore.

## 431001-431100
| Nome     | Designazione provvisoria | Data di scoperta | Scopritore        |
| -------- | ------------------------ | ---------------- | ----------------- |
| 431001 - | 2005 YD21                | 8 febbraio 2002  | Spacewatch        |
| 431002 - | 2005 YY23                | 24 dicembre 2005 | Spacewatch        |
| 431003 - | 2005 YJ26                | 24 dicembre 2005 | Spacewatch        |
| 431004 - | 2005 YF47                | 25 dicembre 2005 | Spacewatch        |
| 431005 - | 2005 YF68                | 5 dicembre 2005  | Mt. Lemmon Survey |
| 431006 - | 2005 YM73                | 24 dicembre 2005 | Spacewatch        |
| 431007 - | 2005 YR73                | 24 dicembre 2005 | CSS               |
| 431008 - | 2005 YN78                | 24 dicembre 2005 | Spacewatch        |
| 431009 - | 2005 YR78                | 8 dicembre 2005  | Spacewatch        |
| 431010 - | 2005 YR85                | 25 dicembre 2005 | Mt. Lemmon Survey |
| 431011 - | 2005 YA87                | 25 dicembre 2005 | Mt. Lemmon Survey |
| 431012 - | 2005 YU97                | 24 dicembre 2005 | Spacewatch        |
| 431013 - | 2005 YM105               | 25 dicembre 2005 | Spacewatch        |
| 431014 - | 2005 YW121               | 28 dicembre 2005 | Mt. Lemmon Survey |
| 431015 - | 2005 YD130               | 29 ottobre 2005  | Mt. Lemmon Survey |
| 431016 - | 2005 YX130               | 25 dicembre 2005 | Mt. Lemmon Survey |
| 431017 - | 2005 YQ132               | 26 dicembre 2005 | Spacewatch        |
| 431018 - | 2005 YH139               | 28 dicembre 2005 | Spacewatch        |
| 431019 - | 2005 YY145               | 29 dicembre 2005 | LINEAR            |
| 431020 - | 2005 YJ146               | 29 dicembre 2005 | Mt. Lemmon Survey |
| 431021 - | 2005 YH148               | 25 dicembre 2005 | Spacewatch        |
| 431022 - | 2005 YM175               | 22 dicembre 2005 | Spacewatch        |
| 431023 - | 2005 YL199               | 25 dicembre 2005 | Mt. Lemmon Survey |
| 431024 - | 2005 YR201               | 24 dicembre 2005 | Spacewatch        |
| 431025 - | 2005 YA212               | 28 dicembre 2005 | CSS               |
| 431026 - | 2005 YB238               | 28 dicembre 2005 | Mt. Lemmon Survey |
| 431027 - | 2005 YV282               | 7 dicembre 2005  | Spacewatch        |
| 431028 - | 2006 AX14                | 5 gennaio 2006   | Mt. Lemmon Survey |
| 431029 - | 2006 AT35                | 1º ottobre 2005  | Mt. Lemmon Survey |
| 431030 - | 2006 AE46                | 27 dicembre 2005 | Mt. Lemmon Survey |
| 431031 - | 2006 AY56                | 7 gennaio 2006   | Mt. Lemmon Survey |
| 431032 - | 2006 AE59                | 4 gennaio 2006   | Spacewatch        |
| 431033 - | 2006 AW61                | 5 gennaio 2006   | Spacewatch        |
| 431034 - | 2006 AP78                | 4 gennaio 2006   | Spacewatch        |
| 431035 - | 2006 AC81                | 2 gennaio 2006   | LINEAR            |
| 431036 - | 2006 AB86                | 12 gennaio 2006  | NEAT              |
| 431037 - | 2006 AJ90                | 6 gennaio 2006   | Mt. Lemmon Survey |
| 431038 - | 2006 AA95                | 9 gennaio 2006   | Spacewatch        |
| 431039 - | 2006 BZ1                 | 20 gennaio 2006  | Spacewatch        |
| 431040 - | 2006 BQ11                | 21 gennaio 2006  | Spacewatch        |
| 431041 - | 2006 BT19                | 22 gennaio 2006  | Mt. Lemmon Survey |
| 431042 - | 2006 BV20                | 5 gennaio 2006   | Mt. Lemmon Survey |
| 431043 - | 2006 BP22                | 7 gennaio 2006   | Mt. Lemmon Survey |
| 431044 - | 2006 BU23                | 23 gennaio 2006  | LINEAR            |
| 431045 - | 2006 BH40                | 20 gennaio 2006  | Spacewatch        |
| 431046 - | 2006 BG48                | 25 gennaio 2006  | Spacewatch        |
| 431047 - | 2006 BM50                | 7 gennaio 2006   | Spacewatch        |
| 431048 - | 2006 BM52                | 25 gennaio 2006  | Spacewatch        |
| 431049 - | 2006 BR64                | 14 novembre 1996 | Spacewatch        |
| 431050 - | 2006 BJ72                | 23 gennaio 2006  | Spacewatch        |
| 431051 - | 2006 BX82                | 24 gennaio 2006  | LINEAR            |
| 431052 - | 2006 BZ90                | 26 gennaio 2006  | Spacewatch        |
| 431053 - | 2006 BW119               | 26 gennaio 2006  | Spacewatch        |
| 431054 - | 2006 BM122               | 26 gennaio 2006  | Spacewatch        |
| 431055 - | 2006 BW127               | 26 gennaio 2006  | Spacewatch        |
| 431056 - | 2006 BY127               | 26 gennaio 2006  | Spacewatch        |
| 431057 - | 2006 BL135               | 12 febbraio 2002 | Spacewatch        |
| 431058 - | 2006 BG138               | 28 gennaio 2006  | Mt. Lemmon Survey |
| 431059 - | 2006 BA158               | 25 gennaio 2006  | Spacewatch        |
| 431060 - | 2006 BU168               | 26 gennaio 2006  | Mt. Lemmon Survey |
| 431061 - | 2006 BK174               | 23 gennaio 2006  | Spacewatch        |
| 431062 - | 2006 BL184               | 28 gennaio 2006  | Mt. Lemmon Survey |
| 431063 - | 2006 BD185               | 28 gennaio 2006  | Mt. Lemmon Survey |
| 431064 - | 2006 BK192               | 23 gennaio 2006  | Mt. Lemmon Survey |
| 431065 - | 2006 BR207               | 31 gennaio 2006  | Mt. Lemmon Survey |
| 431066 - | 2006 BD208               | 31 gennaio 2006  | CSS               |
| 431067 - | 2006 BB221               | 30 gennaio 2006  | Spacewatch        |
| 431068 - | 2006 BP232               | 23 gennaio 2006  | Spacewatch        |
| 431069 - | 2006 BJ233               | 31 gennaio 2006  | Spacewatch        |
| 431070 - | 2006 BL243               | 25 gennaio 2006  | Spacewatch        |
| 431071 - | 2006 BW257               | 25 gennaio 2006  | Spacewatch        |
| 431072 - | 2006 BW262               | 31 gennaio 2006  | Spacewatch        |
| 431073 - | 2006 CQ13                | 23 gennaio 2006  | Mt. Lemmon Survey |
| 431074 - | 2006 CW21                | 1º febbraio 2006 | Spacewatch        |
| 431075 - | 2006 CY46                | 25 gennaio 2006  | Spacewatch        |
| 431076 - | 2006 CW61                | 3 febbraio 2006  | LINEAR            |
| 431077 - | 2006 CA67                | 7 febbraio 2006  | Spacewatch        |
| 431078 - | 2006 DR22                | 20 febbraio 2006 | Spacewatch        |
| 431079 - | 2006 DO23                | 31 gennaio 2006  | Spacewatch        |
| 431080 - | 2006 DO25                | 20 febbraio 2006 | Spacewatch        |
| 431081 - | 2006 DE29                | 1º febbraio 2006 | Spacewatch        |
| 431082 - | 2006 DK29                | 1º febbraio 2006 | Spacewatch        |
| 431083 - | 2006 DO34                | 20 febbraio 2006 | Spacewatch        |
| 431084 - | 2006 DL43                | 20 febbraio 2006 | Spacewatch        |
| 431085 - | 2006 DL57                | 24 febbraio 2006 | Mt. Lemmon Survey |
| 431086 - | 2006 DM75                | 24 febbraio 2006 | Spacewatch        |
| 431087 - | 2006 DM94                | 24 febbraio 2006 | Spacewatch        |
| 431088 - | 2006 DH97                | 24 febbraio 2006 | Spacewatch        |
| 431089 - | 2006 DH103               | 25 febbraio 2006 | Mt. Lemmon Survey |
| 431090 - | 2006 DP103               | 25 febbraio 2006 | Mt. Lemmon Survey |
| 431091 - | 2006 DU108               | 25 febbraio 2006 | Spacewatch        |
| 431092 - | 2006 DF112               | 27 febbraio 2006 | Mt. Lemmon Survey |
| 431093 - | 2006 DQ138               | 25 febbraio 2006 | Spacewatch        |
| 431094 - | 2006 DD165               | 27 febbraio 2006 | Spacewatch        |
| 431095 - | 2006 DN168               | 27 febbraio 2006 | Spacewatch        |
| 431096 - | 2006 DY170               | 27 febbraio 2006 | Spacewatch        |
| 431097 - | 2006 DK185               | 27 febbraio 2006 | Spacewatch        |
| 431098 - | 2006 DL205               | 25 febbraio 2006 | Mt. Lemmon Survey |
| 431099 - | 2006 DH212               | 25 febbraio 2006 | Mt. Lemmon Survey |
| 431100 - | 2006 EL4                 | 2 marzo 2006     | Spacewatch        |

## 431101-431200
| Nome     | Designazione provvisoria | Data di scoperta  | Scopritore        |
| -------- | ------------------------ | ----------------- | ----------------- |
| 431101 - | 2006 EP8                 | 2 marzo 2006      | Spacewatch        |
| 431102 - | 2006 EH22                | 31 gennaio 2006   | Spacewatch        |
| 431103 - | 2006 EX28                | 3 marzo 2006      | Spacewatch        |
| 431104 - | 2006 FP1                 | 20 febbraio 2006  | Mt. Lemmon Survey |
| 431105 - | 2006 FM28                | 24 marzo 2006     | Mt. Lemmon Survey |
| 431106 - | 2006 FH43                | 29 marzo 2006     | LINEAR            |
| 431107 - | 2006 GU                  | 2 aprile 2006     | CSS               |
| 431108 - | 2006 GW23                | 2 aprile 2006     | Spacewatch        |
| 431109 - | 2006 GC25                | 26 marzo 2006     | Mt. Lemmon Survey |
| 431110 - | 2006 GV32                | 7 aprile 2006     | Mt. Lemmon Survey |
| 431111 - | 2006 GQ39                | 2 aprile 2006     | LONEOS            |
| 431112 - | 2006 GM43                | 25 marzo 2006     | Spacewatch        |
| 431113 - | 2006 HJ10                | 19 aprile 2006    | Spacewatch        |
| 431114 - | 2006 HA20                | 19 aprile 2006    | Mt. Lemmon Survey |
| 431115 - | 2006 HT33                | 2 aprile 2006     | Spacewatch        |
| 431116 - | 2006 HN34                | 19 aprile 2006    | CSS               |
| 431117 - | 2006 HE41                | 21 aprile 2006    | Spacewatch        |
| 431118 - | 2006 HE60                | 26 aprile 2006    | LONEOS            |
| 431119 - | 2006 HD77                | 5 marzo 2006      | Spacewatch        |
| 431120 - | 2006 HB83                | 26 aprile 2006    | Spacewatch        |
| 431121 - | 2006 HT86                | 29 aprile 2006    | Spacewatch        |
| 431122 - | 2006 JJ17                | 2 maggio 2006     | Spacewatch        |
| 431123 - | 2006 JD81                | 1º maggio 2006    | CSS               |
| 431124 - | 2006 KA9                 | 19 maggio 2006    | Mt. Lemmon Survey |
| 431125 - | 2006 KM13                | 20 maggio 2006    | Spacewatch        |
| 431126 - | 2006 KY15                | 20 maggio 2006    | NEAT              |
| 431127 - | 2006 KT33                | 20 maggio 2006    | Spacewatch        |
| 431128 - | 2006 KL37                | 22 maggio 2006    | Spacewatch        |
| 431129 - | 2006 KW41                | 20 maggio 2006    | Mt. Lemmon Survey |
| 431130 - | 2006 KD44                | 21 maggio 2006    | Spacewatch        |
| 431131 - | 2006 KJ53                | 21 maggio 2006    | Spacewatch        |
| 431132 - | 2006 KX53                | 21 maggio 2006    | Spacewatch        |
| 431133 - | 2006 KN58                | 22 maggio 2006    | Spacewatch        |
| 431134 - | 2006 KA59                | 22 maggio 2006    | Spacewatch        |
| 431135 - | 2006 KD88                | 19 maggio 2006    | CSS               |
| 431136 - | 2006 KO93                | 25 maggio 2006    | Spacewatch        |
| 431137 - | 2006 QE11                | 21 agosto 2006    | Spacewatch        |
| 431138 - | 2006 QN16                | 17 agosto 2006    | NEAT              |
| 431139 - | 2006 QJ26                | 19 agosto 2006    | Spacewatch        |
| 431140 - | 2006 QC32                | 19 agosto 2006    | Spacewatch        |
| 431141 - | 2006 QJ44                | 19 agosto 2006    | LONEOS            |
| 431142 - | 2006 QU58                | 19 agosto 2006    | NEAT              |
| 431143 - | 2006 QB65                | 19 agosto 2006    | Spacewatch        |
| 431144 - | 2006 QD69                | 21 agosto 2006    | Spacewatch        |
| 431145 - | 2006 QZ87                | 27 agosto 2006    | Spacewatch        |
| 431146 - | 2006 QW108               | 28 agosto 2006    | Spacewatch        |
| 431147 - | 2006 QV115               | 27 agosto 2006    | LONEOS            |
| 431148 - | 2006 QR117               | 21 agosto 2006    | LINEAR            |
| 431149 - | 2006 QM136               | 29 agosto 2006    | LONEOS            |
| 431150 - | 2006 QN151               | 19 agosto 2006    | Spacewatch        |
| 431151 - | 2006 QO157               | 19 agosto 2006    | Spacewatch        |
| 431152 - | 2006 QD160               | 19 agosto 2006    | Spacewatch        |
| 431153 - | 2006 QE162               | 20 agosto 2006    | Spacewatch        |
| 431154 - | 2006 QV165               | 29 agosto 2006    | CSS               |
| 431155 - | 2006 QC186               | 28 agosto 2006    | LONEOS            |
| 431156 - | 2006 QG186               | 27 agosto 2006    | Spacewatch        |
| 431157 - | 2006 QL186               | 19 agosto 2006    | Spacewatch        |
| 431158 - | 2006 RO2                 | 11 settembre 2006 | Bickel, W.        |
| 431159 - | 2006 RR8                 | 27 agosto 2006    | LONEOS            |
| 431160 - | 2006 RL14                | 14 settembre 2006 | Spacewatch        |
| 431161 - | 2006 RN14                | 14 settembre 2006 | Spacewatch        |
| 431162 - | 2006 RN20                | 15 settembre 2006 | LINEAR            |
| 431163 - | 2006 RP41                | 14 settembre 2006 | Spacewatch        |
| 431164 - | 2006 RD44                | 14 settembre 2006 | Spacewatch        |
| 431165 - | 2006 RC45                | 14 settembre 2006 | Spacewatch        |
| 431166 - | 2006 RT46                | 14 settembre 2006 | Spacewatch        |
| 431167 - | 2006 RZ46                | 14 settembre 2006 | Spacewatch        |
| 431168 - | 2006 RM56                | 14 settembre 2006 | Spacewatch        |
| 431169 - | 2006 RN57                | 15 settembre 2006 | Spacewatch        |
| 431170 - | 2006 RL78                | 15 settembre 2006 | Spacewatch        |
| 431171 - | 2006 RL85                | 15 settembre 2006 | Spacewatch        |
| 431172 - | 2006 RQ85                | 15 settembre 2006 | Spacewatch        |
| 431173 - | 2006 RF91                | 15 settembre 2006 | Spacewatch        |
| 431174 - | 2006 RX92                | 15 settembre 2006 | Spacewatch        |
| 431175 - | 2006 RV122               | 14 settembre 2006 | CSS               |
| 431176 - | 2006 SS                  | 16 settembre 2006 | CSS               |
| 431177 - | 2006 SJ11                | 28 agosto 2006    | LONEOS            |
| 431178 - | 2006 SZ32                | 21 luglio 2006    | Mt. Lemmon Survey |
| 431179 - | 2006 SW40                | 18 settembre 2006 | Spacewatch        |
| 431180 - | 2006 SG41                | 18 settembre 2006 | CSS               |
| 431181 - | 2006 SC45                | 18 settembre 2006 | Spacewatch        |
| 431182 - | 2006 SD45                | 18 settembre 2006 | Spacewatch        |
| 431183 - | 2006 SX54                | 18 settembre 2006 | CSS               |
| 431184 - | 2006 SL59                | 19 agosto 2006    | LONEOS            |
| 431185 - | 2006 SZ62                | 18 settembre 2006 | LONEOS            |
| 431186 - | 2006 SV75                | 19 settembre 2006 | Spacewatch        |
| 431187 - | 2006 SM76                | 19 settembre 2006 | Spacewatch        |
| 431188 - | 2006 SH78                | 30 agosto 2006    | LONEOS            |
| 431189 - | 2006 SH83                | 18 settembre 2006 | Spacewatch        |
| 431190 - | 2006 SC84                | 18 settembre 2006 | Spacewatch        |
| 431191 - | 2006 SH88                | 18 settembre 2006 | Spacewatch        |
| 431192 - | 2006 SB91                | 18 settembre 2006 | Spacewatch        |
| 431193 - | 2006 SL99                | 18 settembre 2006 | Spacewatch        |
| 431194 - | 2006 SB103               | 19 settembre 2006 | Spacewatch        |
| 431195 - | 2006 SY104               | 19 settembre 2006 | CSS               |
| 431196 - | 2006 SU108               | 19 settembre 2006 | CSS               |
| 431197 - | 2006 SG117               | 24 settembre 2006 | Spacewatch        |
| 431198 - | 2006 SG120               | 18 settembre 2006 | CSS               |
| 431199 - | 2006 SK129               | 18 settembre 2006 | LONEOS            |
| 431200 - | 2006 SH135               | 20 settembre 2006 | CSS               |

## 431201-431300
| Nome     | Designazione provvisoria | Data di scoperta  | Scopritore        |
| -------- | ------------------------ | ----------------- | ----------------- |
| 431201 - | 2006 ST137               | 20 settembre 2006 | CSS               |
| 431202 - | 2006 SV149               | 19 settembre 2006 | Spacewatch        |
| 431203 - | 2006 SZ150               | 19 settembre 2006 | Spacewatch        |
| 431204 - | 2006 SY153               | 20 settembre 2006 | CSS               |
| 431205 - | 2006 SZ157               | 15 settembre 2006 | Spacewatch        |
| 431206 - | 2006 SR164               | 25 settembre 2006 | Spacewatch        |
| 431207 - | 2006 SZ170               | 17 settembre 2006 | Spacewatch        |
| 431208 - | 2006 SE179               | 25 settembre 2006 | Spacewatch        |
| 431209 - | 2006 SP179               | 25 settembre 2006 | Spacewatch        |
| 431210 - | 2006 SA187               | 25 settembre 2006 | Mt. Lemmon Survey |
| 431211 - | 2006 SB204               | 18 settembre 2006 | Spacewatch        |
| 431212 - | 2006 SJ206               | 25 settembre 2006 | Spacewatch        |
| 431213 - | 2006 SW215               | 27 settembre 2006 | Spacewatch        |
| 431214 - | 2006 SU220               | 14 settembre 2006 | Spacewatch        |
| 431215 - | 2006 SE228               | 26 settembre 2006 | Spacewatch        |
| 431216 - | 2006 SS233               | 26 settembre 2006 | Spacewatch        |
| 431217 - | 2006 SV240               | 18 settembre 2006 | Spacewatch        |
| 431218 - | 2006 SK242               | 26 settembre 2006 | Spacewatch        |
| 431219 - | 2006 SW244               | 26 settembre 2006 | Spacewatch        |
| 431220 - | 2006 SE251               | 26 settembre 2006 | Spacewatch        |
| 431221 - | 2006 SF259               | 26 settembre 2006 | Spacewatch        |
| 431222 - | 2006 SC267               | 26 settembre 2006 | Spacewatch        |
| 431223 - | 2006 SA284               | 26 settembre 2006 | CSS               |
| 431224 - | 2006 SN297               | 25 settembre 2006 | Mt. Lemmon Survey |
| 431225 - | 2006 SF299               | 26 settembre 2006 | Spacewatch        |
| 431226 - | 2006 SK323               | 27 settembre 2006 | Spacewatch        |
| 431227 - | 2006 SK324               | 17 settembre 2006 | Spacewatch        |
| 431228 - | 2006 ST326               | 19 settembre 2006 | Spacewatch        |
| 431229 - | 2006 SJ330               | 27 settembre 2006 | Spacewatch        |
| 431230 - | 2006 SR343               | 28 settembre 2006 | Spacewatch        |
| 431231 - | 2006 SC360               | 30 settembre 2006 | Mt. Lemmon Survey |
| 431232 - | 2006 SW364               | 30 settembre 2006 | CSS               |
| 431233 - | 2006 SG375               | 17 settembre 2006 | Becker, A. C.     |
| 431234 - | 2006 SP388               | 30 settembre 2006 | Becker, A. C.     |
| 431235 - | 2006 SU389               | 30 settembre 2006 | Becker, A. C.     |
| 431236 - | 2006 SC394               | 30 settembre 2006 | Spacewatch        |
| 431237 - | 2006 SS399               | 18 settembre 2006 | CSS               |
| 431238 - | 2006 SX400               | 26 settembre 2006 | Mt. Lemmon Survey |
| 431239 - | 2006 TR15                | 11 ottobre 2006   | Spacewatch        |
| 431240 - | 2006 TX17                | 11 ottobre 2006   | Spacewatch        |
| 431241 - | 2006 TX25                | 25 settembre 2006 | Mt. Lemmon Survey |
| 431242 - | 2006 TE39                | 27 settembre 2006 | Mt. Lemmon Survey |
| 431243 - | 2006 TT40                | 12 ottobre 2006   | Spacewatch        |
| 431244 - | 2006 TE48                | 12 ottobre 2006   | Spacewatch        |
| 431245 - | 2006 TX57                | 15 ottobre 2006   | CSS               |
| 431246 - | 2006 TX64                | 11 ottobre 2006   | NEAT              |
| 431247 - | 2006 TM70                | 19 settembre 2006 | CSS               |
| 431248 - | 2006 TK80                | 4 ottobre 2006    | Mt. Lemmon Survey |
| 431249 - | 2006 TH81                | 13 ottobre 2006   | Spacewatch        |
| 431250 - | 2006 TM118               | 3 ottobre 2006    | Becker, A. C.     |
| 431251 - | 2006 TZ120               | 12 ottobre 2006   | Becker, A. C.     |
| 431252 - | 2006 TU123               | 2 ottobre 2006    | Mt. Lemmon Survey |
| 431253 - | 2006 UK2                 | 17 settembre 2006 | Spacewatch        |
| 431254 - | 2006 UT4                 | 16 ottobre 2006   | Spacewatch        |
| 431255 - | 2006 UZ12                | 17 ottobre 2006   | Mt. Lemmon Survey |
| 431256 - | 2006 UD15                | 17 ottobre 2006   | Mt. Lemmon Survey |
| 431257 - | 2006 UQ19                | 25 settembre 2006 | Spacewatch        |
| 431258 - | 2006 UF23                | 16 ottobre 2006   | Spacewatch        |
| 431259 - | 2006 UO23                | 16 ottobre 2006   | Spacewatch        |
| 431260 - | 2006 UM34                | 16 ottobre 2006   | Spacewatch        |
| 431261 - | 2006 UH37                | 3 ottobre 2006    | Mt. Lemmon Survey |
| 431262 - | 2006 UU37                | 16 ottobre 2006   | Spacewatch        |
| 431263 - | 2006 UV44                | 16 ottobre 2006   | Spacewatch        |
| 431264 - | 2006 UV48                | 17 settembre 2006 | CSS               |
| 431265 - | 2006 UT58                | 19 ottobre 2006   | Mt. Lemmon Survey |
| 431266 - | 2006 UL68                | 16 ottobre 2006   | Spacewatch        |
| 431267 - | 2006 UE76                | 23 settembre 2006 | Spacewatch        |
| 431268 - | 2006 UF77                | 17 ottobre 2006   | Spacewatch        |
| 431269 - | 2006 UQ89                | 25 settembre 2006 | Mt. Lemmon Survey |
| 431270 - | 2006 UX91                | 30 settembre 2006 | Mt. Lemmon Survey |
| 431271 - | 2006 UX93                | 18 ottobre 2006   | Spacewatch        |
| 431272 - | 2006 UZ93                | 2 ottobre 2006    | Mt. Lemmon Survey |
| 431273 - | 2006 UW99                | 18 ottobre 2006   | Spacewatch        |
| 431274 - | 2006 UB105               | 3 ottobre 2006    | Mt. Lemmon Survey |
| 431275 - | 2006 UC115               | 28 settembre 2006 | Spacewatch        |
| 431276 - | 2006 UW115               | 2 ottobre 2006    | Spacewatch        |
| 431277 - | 2006 UT131               | 19 ottobre 2006   | Spacewatch        |
| 431278 - | 2006 UG133               | 19 ottobre 2006   | Spacewatch        |
| 431279 - | 2006 UA139               | 19 ottobre 2006   | Spacewatch        |
| 431280 - | 2006 UD170               | 21 ottobre 2006   | Mt. Lemmon Survey |
| 431281 - | 2006 UY170               | 21 ottobre 2006   | Mt. Lemmon Survey |
| 431282 - | 2006 UC177               | 16 settembre 2006 | LONEOS            |
| 431283 - | 2006 UN194               | 20 ottobre 2006   | Spacewatch        |
| 431284 - | 2006 UQ202               | 22 ottobre 2006   | CSS               |
| 431285 - | 2006 UR213               | 23 ottobre 2006   | Spacewatch        |
| 431286 - | 2006 UF218               | 27 ottobre 2006   | Nyukasa           |
| 431287 - | 2006 UG218               | 27 ottobre 2006   | Nyukasa           |
| 431288 - | 2006 UQ226               | 2 ottobre 2006    | Mt. Lemmon Survey |
| 431289 - | 2006 UL268               | 27 ottobre 2006   | Mt. Lemmon Survey |
| 431290 - | 2006 UZ270               | 27 ottobre 2006   | Mt. Lemmon Survey |
| 431291 - | 2006 UU272               | 4 ottobre 2006    | Mt. Lemmon Survey |
| 431292 - | 2006 UY274               | 25 settembre 2006 | Spacewatch        |
| 431293 - | 2006 UL287               | 20 ottobre 2006   | Spacewatch        |
| 431294 - | 2006 UV287               | 29 ottobre 2006   | Spacewatch        |
| 431295 - | 2006 UO320               | 27 settembre 2006 | Mt. Lemmon Survey |
| 431296 - | 2006 UO327               | 23 ottobre 2006   | Mt. Lemmon Survey |
| 431297 - | 2006 UC331               | 16 ottobre 2006   | Becker, A. C.     |
| 431298 - | 2006 UP337               | 16 ottobre 2006   | Spacewatch        |
| 431299 - | 2006 UX337               | 22 ottobre 2006   | CSS               |
| 431300 - | 2006 UV345               | 16 ottobre 2006   | Spacewatch        |

## 431301-431400
| Nome                 | Designazione provvisoria | Data di scoperta  | Scopritore        |
| -------------------- | ------------------------ | ----------------- | ----------------- |
| 431301 -             | 2006 VX1                 | 7 novembre 2006   | NEAT              |
| 431302 -             | 2006 VU19                | 31 ottobre 2006   | Mt. Lemmon Survey |
| 431303 -             | 2006 VP56                | 11 novembre 2006  | Spacewatch        |
| 431304 -             | 2006 VQ60                | 11 novembre 2006  | Spacewatch        |
| 431305 -             | 2006 VN67                | 11 novembre 2006  | Spacewatch        |
| 431306 -             | 2006 VG69                | 11 novembre 2006  | Spacewatch        |
| 431307 -             | 2006 VK78                | 23 ottobre 2006   | Mt. Lemmon Survey |
| 431308 -             | 2006 VC80                | 22 ottobre 2006   | Mt. Lemmon Survey |
| 431309 -             | 2006 VV86                | 14 novembre 2006  | Mt. Lemmon Survey |
| 431310 -             | 2006 VR116               | 31 ottobre 2006   | Mt. Lemmon Survey |
| 431311 -             | 2006 VS132               | 15 novembre 2006  | Spacewatch        |
| 431312 -             | 2006 VM150               | 25 settembre 2006 | Mt. Lemmon Survey |
| 431313 -             | 2006 VH152               | 9 novembre 2006   | NEAT              |
| 431314 -             | 2006 WX12                | 16 novembre 2006  | Mt. Lemmon Survey |
| 431315 -             | 2006 WQ55                | 20 maggio 2004    | CINEOS            |
| 431316 -             | 2006 WD56                | 16 novembre 2006  | Spacewatch        |
| 431317 -             | 2006 WV57                | 17 novembre 2006  | Spacewatch        |
| 431318 -             | 2006 WT91                | 30 settembre 2006 | Mt. Lemmon Survey |
| 431319 -             | 2006 WL103               | 11 novembre 2006  | Mt. Lemmon Survey |
| 431320 -             | 2006 WY113               | 23 ottobre 2006   | Mt. Lemmon Survey |
| 431321 -             | 2006 WL130               | 25 novembre 2006  | Spacewatch        |
| 431322 -             | 2006 WW132               | 18 novembre 2006  | Spacewatch        |
| 431323 -             | 2006 WR134               | 18 novembre 2006  | Mt. Lemmon Survey |
| 431324 -             | 2006 WR139               | 11 novembre 2006  | Spacewatch        |
| 431325 -             | 2006 WQ141               | 20 novembre 2006  | Spacewatch        |
| 431326 -             | 2006 WH155               | 22 novembre 2006  | Spacewatch        |
| 431327 -             | 2006 WP176               | 23 novembre 2006  | Mt. Lemmon Survey |
| 431328 -             | 2006 WM199               | 31 ottobre 2006   | Mt. Lemmon Survey |
| 431329 -             | 2006 XN9                 | 9 dicembre 2006   | Spacewatch        |
| 431330 -             | 2006 XG18                | 10 dicembre 2006  | Spacewatch        |
| 431331 -             | 2006 XH20                | 1º dicembre 2006  | Mt. Lemmon Survey |
| 431332 -             | 2006 XR21                | 10 novembre 2006  | Spacewatch        |
| 431333 -             | 2006 XM29                | 22 novembre 2006  | Spacewatch        |
| 431334 -             | 2006 XL45                | 25 novembre 2006  | Spacewatch        |
| 431335 -             | 2006 XR45                | 27 settembre 2006 | Mt. Lemmon Survey |
| 431336 -             | 2006 XH50                | 13 dicembre 2006  | Mt. Lemmon Survey |
| 431337 -             | 2006 XO55                | 15 dicembre 2006  | Spacewatch        |
| 431338 -             | 2006 XS55                | 1º dicembre 2006  | Mt. Lemmon Survey |
| 431339 -             | 2006 XT59                | 21 novembre 2006  | Mt. Lemmon Survey |
| 431340 -             | 2006 YM7                 | 28 novembre 2006  | LINEAR            |
| 431341 -             | 2006 YM55                | 21 dicembre 2006  | Spacewatch        |
| 431342 -             | 2007 AK                  | 8 gennaio 2007    | Mt. Lemmon Survey |
| 431343 -             | 2007 AE22                | 25 dicembre 1998  | Spacewatch        |
| 431344 -             | 2007 BC56                | 25 novembre 2006  | Mt. Lemmon Survey |
| 431345 -             | 2007 BK62                | 27 gennaio 2007   | CSS               |
| 431346 -             | 2007 BT72                | 24 gennaio 2007   | Nyukasa           |
| 431347 -             | 2007 BA76                | 28 gennaio 2007   | Mt. Lemmon Survey |
| 431348 -             | 2007 BQ77                | 25 gennaio 2007   | Spacewatch        |
| 431349 -             | 2007 BU77                | 28 gennaio 2007   | Spacewatch        |
| 431350 -             | 2007 BA79                | 27 gennaio 2007   | Mt. Lemmon Survey |
| 431351 -             | 2007 BF81                | 27 gennaio 2007   | Spacewatch        |
| 431352 -             | 2007 CQ1                 | 27 gennaio 2007   | Spacewatch        |
| 431353 -             | 2007 CU10                | 27 gennaio 2007   | Mt. Lemmon Survey |
| 431354 -             | 2007 CZ29                | 6 febbraio 2007   | Mt. Lemmon Survey |
| 431355 -             | 2007 CF49                | 10 febbraio 2007  | Mt. Lemmon Survey |
| 431356 -             | 2007 CY50                | 8 febbraio 2007   | Spacewatch        |
| 431357 -             | 2007 DL5                 | 28 gennaio 2007   | Spacewatch        |
| 431358 -             | 2007 DX73                | 21 febbraio 2007  | Spacewatch        |
| 431359 -             | 2007 DT77                | 22 febbraio 2007  | LONEOS            |
| 431360 -             | 2007 DE79                | 23 febbraio 2007  | Spacewatch        |
| 431361 -             | 2007 DJ82                | 23 febbraio 2007  | Spacewatch        |
| 431362 -             | 2007 DQ83                | 28 gennaio 2007   | Mt. Lemmon Survey |
| 431363 -             | 2007 DU85                | 27 gennaio 2007   | Mt. Lemmon Survey |
| 431364 -             | 2007 DV88                | 23 febbraio 2007  | Spacewatch        |
| 431365 -             | 2007 DR94                | 23 febbraio 2007  | Spacewatch        |
| 431366 -             | 2007 DP98                | 25 febbraio 2007  | Mt. Lemmon Survey |
| 431367 -             | 2007 DS102               | 25 febbraio 2007  | Mt. Lemmon Survey |
| 431368 -             | 2007 DN103               | 21 febbraio 2007  | Buie, M. W.       |
| 431369 -             | 2007 DN111               | 1º novembre 2005  | Mt. Lemmon Survey |
| 431370 -             | 2007 ES1                 | 9 marzo 2007      | Spacewatch        |
| 431371 -             | 2007 EH17                | 23 febbraio 2007  | Mt. Lemmon Survey |
| 431372 -             | 2007 ES22                | 23 febbraio 2007  | Mt. Lemmon Survey |
| 431373 -             | 2007 ES64                | 10 marzo 2007     | Spacewatch        |
| 431374 -             | 2007 EN67                | 8 settembre 2004  | LINEAR            |
| 431375 -             | 2007 EN77                | 10 marzo 2007     | Mt. Lemmon Survey |
| 431376 -             | 2007 EX96                | 10 marzo 2007     | Mt. Lemmon Survey |
| 431377 -             | 2007 EF101               | 11 marzo 2007     | Spacewatch        |
| 431378 -             | 2007 EP110               | 11 marzo 2007     | Spacewatch        |
| 431379 -             | 2007 EQ120               | 14 marzo 2007     | LONEOS            |
| 431380 -             | 2007 EN136               | 21 febbraio 2007  | Spacewatch        |
| 431381 -             | 2007 ER136               | 10 marzo 2007     | Spacewatch        |
| 431382 -             | 2007 EL152               | 12 marzo 2007     | Mt. Lemmon Survey |
| 431383 -             | 2007 EB170               | 14 marzo 2007     | LINEAR            |
| 431384 -             | 2007 ET177               | 14 marzo 2007     | Spacewatch        |
| 431385 -             | 2007 EG193               | 14 marzo 2007     | Mt. Lemmon Survey |
| 431386 -             | 2007 EK197               | 15 marzo 2007     | Spacewatch        |
| 431387 -             | 2007 EM198               | 12 marzo 2007     | Spacewatch        |
| 431388 -             | 2007 EW198               | 10 marzo 2007     | CSS               |
| 431389 -             | 2007 EE199               | 10 marzo 2007     | CSS               |
| 431390 -             | 2007 EM201               | 12 marzo 2007     | CSS               |
| 431391 -             | 2007 EQ215               | 16 dicembre 2006  | Mt. Lemmon Survey |
| 431392 -             | 2007 FJ8                 | 16 marzo 2007     | Mt. Lemmon Survey |
| 431393 -             | 2007 FX21                | 10 marzo 2007     | Mt. Lemmon Survey |
| 431394 -             | 2007 FS35                | 20 marzo 2007     | Spacewatch        |
| 431395 -             | 2007 FG37                | 26 marzo 2007     | Mt. Lemmon Survey |
| 431396 -             | 2007 FG47                | 20 marzo 2007     | CSS               |
| 431397 Carolinregina | 2007 GD6                 | 14 aprile 2007    | Hormuth, F.       |
| 431398 -             | 2007 GR17                | 11 aprile 2007    | Spacewatch        |
| 431399 -             | 2007 GJ21                | 26 febbraio 2007  | Mt. Lemmon Survey |
| 431400 -             | 2007 GR33                | 11 aprile 2007    | Mt. Lemmon Survey |

## 431401-431500
| Nome           | Designazione provvisoria | Data di scoperta  | Scopritore        |
| -------------- | ------------------------ | ----------------- | ----------------- |
| 431401 -       | 2007 GX38                | 26 marzo 2007     | Mt. Lemmon Survey |
| 431402 -       | 2007 GD40                | 14 aprile 2007    | Spacewatch        |
| 431403 -       | 2007 GU41                | 14 aprile 2007    | Spacewatch        |
| 431404 -       | 2007 GL42                | 14 aprile 2007    | Spacewatch        |
| 431405 -       | 2007 GQ46                | 14 aprile 2007    | Spacewatch        |
| 431406 -       | 2007 GP51                | 13 aprile 2007    | Crni Vrh          |
| 431407 -       | 2007 GO61                | 15 aprile 2007    | Spacewatch        |
| 431408 -       | 2007 GM65                | 15 aprile 2007    | Spacewatch        |
| 431409 -       | 2007 GC67                | 15 aprile 2007    | Spacewatch        |
| 431410 -       | 2007 HX27                | 18 aprile 2007    | Spacewatch        |
| 431411 -       | 2007 HD53                | 20 aprile 2007    | Spacewatch        |
| 431412 -       | 2007 HV69                | 24 aprile 2007    | Spacewatch        |
| 431413 -       | 2007 HG76                | 14 marzo 2007     | Mt. Lemmon Survey |
| 431414 -       | 2007 HL83                | 23 aprile 2007    | Spacewatch        |
| 431415 -       | 2007 HM87                | 24 aprile 2007    | Spacewatch        |
| 431416 -       | 2007 HS87                | 25 aprile 2007    | Spacewatch        |
| 431417 -       | 2007 HB90                | 18 aprile 2007    | CSS               |
| 431418 -       | 2007 HZ97                | 25 aprile 2007    | Mt. Lemmon Survey |
| 431419 -       | 2007 JF15                | 18 aprile 2007    | Spacewatch        |
| 431420 -       | 2007 JV25                | 30 gennaio 2006   | Spacewatch        |
| 431421 -       | 2007 JE41                | 25 aprile 2007    | Spacewatch        |
| 431422 -       | 2007 LM2                 | 8 giugno 2007     | Spacewatch        |
| 431423 -       | 2007 LY5                 | 8 giugno 2007     | Spacewatch        |
| 431424 -       | 2007 LU9                 | 8 giugno 2007     | Spacewatch        |
| 431425 -       | 2007 LL15                | 12 maggio 2007    | Mt. Lemmon Survey |
| 431426 -       | 2007 LE17                | 7 maggio 2007     | Spacewatch        |
| 431427 -       | 2007 LS17                | 9 maggio 2007     | Spacewatch        |
| 431428 -       | 2007 LF34                | 8 giugno 2007     | Spacewatch        |
| 431429 -       | 2007 MZ4                 | 11 maggio 2007    | Mt. Lemmon Survey |
| 431430 -       | 2007 MV10                | 21 giugno 2007    | Mt. Lemmon Survey |
| 431431 -       | 2007 MB22                | 14 giugno 2007    | Spacewatch        |
| 431432 -       | 2007 OV5                 | 22 luglio 2007    | LUSS              |
| 431433 -       | 2007 PT23                | 12 agosto 2007    | LINEAR            |
| 431434 -       | 2007 PZ24                | 12 agosto 2007    | LINEAR            |
| 431435 -       | 2007 PE26                | 11 agosto 2007    | LINEAR            |
| 431436 Gahberg | 2007 QJ3                 | 18 agosto 2007    | Gierlinger, R.    |
| 431437 -       | 2007 QP7                 | 21 agosto 2007    | LONEOS            |
| 431438 -       | 2007 RV                  | 3 settembre 2007  | Hug, G.           |
| 431439 -       | 2007 RP23                | 13 agosto 2007    | LINEAR            |
| 431440 -       | 2007 RN29                | 4 settembre 2007  | CSS               |
| 431441 -       | 2007 RE48                | 9 settembre 2007  | Mt. Lemmon Survey |
| 431442 -       | 2007 RX49                | 9 settembre 2007  | Mt. Lemmon Survey |
| 431443 -       | 2007 RU51                | 9 settembre 2007  | Spacewatch        |
| 431444 -       | 2007 RL82                | 10 settembre 2007 | Mt. Lemmon Survey |
| 431445 -       | 2007 RR129               | 14 marzo 2004     | Spacewatch        |
| 431446 -       | 2007 RD135               | 12 settembre 2007 | Mt. Lemmon Survey |
| 431447 -       | 2007 RE140               | 13 settembre 2007 | LINEAR            |
| 431448 -       | 2007 RK141               | 13 settembre 2007 | LINEAR            |
| 431449 -       | 2007 RW162               | 8 aprile 2006     | Spacewatch        |
| 431450 -       | 2007 RF174               | 10 settembre 2007 | Spacewatch        |
| 431451 -       | 2007 RF176               | 9 settembre 2007  | Mt. Lemmon Survey |
| 431452 -       | 2007 RH201               | 13 settembre 2007 | Spacewatch        |
| 431453 -       | 2007 RL201               | 13 settembre 2007 | Spacewatch        |
| 431454 -       | 2007 RB203               | 13 settembre 2007 | Spacewatch        |
| 431455 -       | 2007 RG209               | 10 settembre 2007 | Spacewatch        |
| 431456 -       | 2007 RX232               | 12 settembre 2007 | Chante-Perdrix    |
| 431457 -       | 2007 RT266               | 15 settembre 2007 | Mt. Lemmon Survey |
| 431458 -       | 2007 RG274               | 23 agosto 2007    | Spacewatch        |
| 431459 -       | 2007 RV279               | 9 settembre 2007  | LONEOS            |
| 431460 -       | 2007 RA281               | 13 settembre 2007 | CSS               |
| 431461 -       | 2007 RU284               | 12 settembre 2007 | Mt. Lemmon Survey |
| 431462 -       | 2007 RH287               | 9 settembre 2007  | Mt. Lemmon Survey |
| 431463 -       | 2007 RZ287               | 10 settembre 2007 | Spacewatch        |
| 431464 -       | 2007 RU288               | 14 settembre 2007 | Mt. Lemmon Survey |
| 431465 -       | 2007 RV289               | 14 settembre 2007 | CSS               |
| 431466 -       | 2007 RY297               | 5 settembre 2007  | CSS               |
| 431467 -       | 2007 RW301               | 14 settembre 2007 | Mt. Lemmon Survey |
| 431468 -       | 2007 RY313               | 13 settembre 2007 | Mt. Lemmon Survey |
| 431469 -       | 2007 RE316               | 4 settembre 2007  | CSS               |
| 431470 -       | 2007 RE319               | 12 settembre 2007 | CSS               |
| 431471 -       | 2007 RL319               | 12 settembre 2007 | Mt. Lemmon Survey |
| 431472 -       | 2007 RH321               | 13 settembre 2007 | LONEOS            |
| 431473 -       | 2007 SO2                 | 20 settembre 2007 | Farra d'Isonzo    |
| 431474 -       | 2007 SE13                | 9 settembre 2007  | Spacewatch        |
| 431475 -       | 2007 SD21                | 18 settembre 2007 | CSS               |
| 431476 -       | 2007 TY1                 | 26 marzo 2006     | Mt. Lemmon Survey |
| 431477 -       | 2007 TT8                 | 6 ottobre 2007    | Bickel, W.        |
| 431478 -       | 2007 TG21                | 9 ottobre 2007    | Chante-Perdrix    |
| 431479 -       | 2007 TJ25                | 24 settembre 2007 | Spacewatch        |
| 431480 -       | 2007 TZ25                | 4 ottobre 2007    | Spacewatch        |
| 431481 -       | 2007 TP28                | 4 ottobre 2007    | Spacewatch        |
| 431482 -       | 2007 TK29                | 4 ottobre 2007    | Spacewatch        |
| 431483 -       | 2007 TO40                | 6 ottobre 2007    | Spacewatch        |
| 431484 -       | 2007 TU40                | 6 ottobre 2007    | Spacewatch        |
| 431485 -       | 2007 TM45                | 7 ottobre 2007    | Mt. Lemmon Survey |
| 431486 -       | 2007 TD48                | 4 ottobre 2007    | Spacewatch        |
| 431487 -       | 2007 TT51                | 4 ottobre 2007    | Spacewatch        |
| 431488 -       | 2007 TP55                | 4 ottobre 2007    | Spacewatch        |
| 431489 -       | 2007 TN58                | 7 aprile 2005     | Spacewatch        |
| 431490 -       | 2007 TR61                | 7 ottobre 2007    | Mt. Lemmon Survey |
| 431491 -       | 2007 TV63                | 7 ottobre 2007    | Mt. Lemmon Survey |
| 431492 -       | 2007 TQ70                | 12 ottobre 2007   | Tucker, R. A.     |
| 431493 -       | 2007 TW71                | 15 gennaio 2004   | Spacewatch        |
| 431494 -       | 2007 TF78                | 5 ottobre 2007    | Spacewatch        |
| 431495 -       | 2007 TQ84                | 8 ottobre 2007    | Spacewatch        |
| 431496 -       | 2007 TX91                | 4 ottobre 2007    | CSS               |
| 431497 -       | 2007 TH95                | 7 ottobre 2007    | CSS               |
| 431498 -       | 2007 TH98                | 8 ottobre 2007    | Mt. Lemmon Survey |
| 431499 -       | 2007 TO112               | 8 ottobre 2007    | Mt. Lemmon Survey |
| 431500 -       | 2007 TQ113               | 8 ottobre 2007    | LONEOS            |

## 431501-431600
| Nome     | Designazione provvisoria | Data di scoperta  | Scopritore        |
| -------- | ------------------------ | ----------------- | ----------------- |
| 431501 - | 2007 TU123               | 6 ottobre 2007    | Spacewatch        |
| 431502 - | 2007 TE126               | 6 ottobre 2007    | Spacewatch        |
| 431503 - | 2007 TQ136               | 8 ottobre 2007    | CSS               |
| 431504 - | 2007 TT136               | 13 settembre 2007 | CSS               |
| 431505 - | 2007 TR145               | 15 settembre 2007 | Mt. Lemmon Survey |
| 431506 - | 2007 TW162               | 11 ottobre 2007   | LINEAR            |
| 431507 - | 2007 TB166               | 10 ottobre 2007   | CSS               |
| 431508 - | 2007 TD173               | 4 ottobre 2007    | Spacewatch        |
| 431509 - | 2007 TD177               | 6 ottobre 2007    | Spacewatch        |
| 431510 - | 2007 TR179               | 7 ottobre 2007    | Mt. Lemmon Survey |
| 431511 - | 2007 TU179               | 7 ottobre 2007    | Mt. Lemmon Survey |
| 431512 - | 2007 TQ183               | 9 ottobre 2007    | Mt. Lemmon Survey |
| 431513 - | 2007 TU185               | 11 ottobre 2007   | CSS               |
| 431514 - | 2007 TA187               | 13 ottobre 2007   | LINEAR            |
| 431515 - | 2007 TC187               | 13 ottobre 2007   | LINEAR            |
| 431516 - | 2007 TB188               | 11 ottobre 2007   | Spacewatch        |
| 431517 - | 2007 TN192               | 5 ottobre 2007    | Spacewatch        |
| 431518 - | 2007 TL196               | 7 ottobre 2007    | Mt. Lemmon Survey |
| 431519 - | 2007 TE199               | 8 ottobre 2007    | Spacewatch        |
| 431520 - | 2007 TQ212               | 7 ottobre 2007    | Spacewatch        |
| 431521 - | 2007 TD215               | 7 ottobre 2007    | Spacewatch        |
| 431522 - | 2007 TL228               | 8 ottobre 2007    | Spacewatch        |
| 431523 - | 2007 TM228               | 8 ottobre 2007    | Spacewatch        |
| 431524 - | 2007 TV254               | 9 ottobre 2007    | Spacewatch        |
| 431525 - | 2007 TZ256               | 10 ottobre 2007   | Spacewatch        |
| 431526 - | 2007 TR268               | 9 ottobre 2007    | Spacewatch        |
| 431527 - | 2007 TX268               | 9 ottobre 2007    | Spacewatch        |
| 431528 - | 2007 TP270               | 9 ottobre 2007    | Spacewatch        |
| 431529 - | 2007 TC287               | 4 ottobre 2007    | CSS               |
| 431530 - | 2007 TY299               | 4 ottobre 2007    | Spacewatch        |
| 431531 - | 2007 TB307               | 8 ottobre 2007    | Mt. Lemmon Survey |
| 431532 - | 2007 TE317               | 15 settembre 2007 | Mt. Lemmon Survey |
| 431533 - | 2007 TN323               | 25 settembre 2007 | Mt. Lemmon Survey |
| 431534 - | 2007 TJ343               | 10 ottobre 2007   | Mt. Lemmon Survey |
| 431535 - | 2007 TJ344               | 10 ottobre 2007   | Mt. Lemmon Survey |
| 431536 - | 2007 TZ369               | 12 ottobre 2007   | CSS               |
| 431537 - | 2007 TF381               | 6 ottobre 2007    | Spacewatch        |
| 431538 - | 2007 TK381               | 14 ottobre 2007   | Spacewatch        |
| 431539 - | 2007 TP381               | 15 settembre 2007 | Mt. Lemmon Survey |
| 431540 - | 2007 TF383               | 14 ottobre 2007   | Spacewatch        |
| 431541 - | 2007 TN399               | 15 ottobre 2007   | Spacewatch        |
| 431542 - | 2007 TL405               | 15 ottobre 2007   | Spacewatch        |
| 431543 - | 2007 TS427               | 10 ottobre 2007   | Spacewatch        |
| 431544 - | 2007 TY431               | 7 ottobre 2007    | CSS               |
| 431545 - | 2007 TF433               | 8 ottobre 2007    | Mt. Lemmon Survey |
| 431546 - | 2007 TK433               | 10 ottobre 2007   | CSS               |
| 431547 - | 2007 TD435               | 10 ottobre 2007   | CSS               |
| 431548 - | 2007 TU440               | 8 ottobre 2007    | CSS               |
| 431549 - | 2007 TD442               | 10 ottobre 2007   | CSS               |
| 431550 - | 2007 TQ442               | 9 ottobre 2007    | CSS               |
| 431551 - | 2007 TR444               | 9 ottobre 2007    | Spacewatch        |
| 431552 - | 2007 TS444               | 9 ottobre 2007    | Spacewatch        |
| 431553 - | 2007 TC445               | 12 ottobre 2007   | CSS               |
| 431554 - | 2007 TT446               | 10 ottobre 2007   | CSS               |
| 431555 - | 2007 TU448               | 9 ottobre 2007    | Spacewatch        |
| 431556 - | 2007 TN449               | 10 ottobre 2007   | Spacewatch        |
| 431557 - | 2007 TC450               | 10 ottobre 2007   | Mt. Lemmon Survey |
| 431558 - | 2007 UW13                | 16 ottobre 2007   | Mt. Lemmon Survey |
| 431559 - | 2007 UP38                | 20 ottobre 2007   | Mt. Lemmon Survey |
| 431560 - | 2007 UK39                | 20 ottobre 2007   | CSS               |
| 431561 - | 2007 UD42                | 7 ottobre 2007    | Spacewatch        |
| 431562 - | 2007 UR42                | 25 settembre 2007 | Mt. Lemmon Survey |
| 431563 - | 2007 UF45                | 18 ottobre 2007   | Mt. Lemmon Survey |
| 431564 - | 2007 UV83                | 11 ottobre 2007   | Spacewatch        |
| 431565 - | 2007 UE92                | 31 ottobre 2007   | Mt. Lemmon Survey |
| 431566 - | 2007 UZ102               | 30 ottobre 2007   | Mt. Lemmon Survey |
| 431567 - | 2007 UC103               | 18 settembre 2007 | Mt. Lemmon Survey |
| 431568 - | 2007 UO105               | 30 ottobre 2007   | Spacewatch        |
| 431569 - | 2007 UO111               | 30 ottobre 2007   | Mt. Lemmon Survey |
| 431570 - | 2007 UU115               | 31 ottobre 2007   | Spacewatch        |
| 431571 - | 2007 UR126               | 16 ottobre 2007   | Mt. Lemmon Survey |
| 431572 - | 2007 UZ126               | 20 ottobre 2007   | Mt. Lemmon Survey |
| 431573 - | 2007 UF128               | 20 ottobre 2007   | Spacewatch        |
| 431574 - | 2007 VQ2                 | 1º novembre 2007  | Spacewatch        |
| 431575 - | 2007 VV4                 | 4 novembre 2007   | OAM               |
| 431576 - | 2007 VH24                | 2 novembre 2007   | Mt. Lemmon Survey |
| 431577 - | 2007 VH26                | 2 novembre 2007   | Mt. Lemmon Survey |
| 431578 - | 2007 VW32                | 2 novembre 2007   | Spacewatch        |
| 431579 - | 2007 VX35                | 2 novembre 2007   | Spacewatch        |
| 431580 - | 2007 VE44                | 1º novembre 2007  | Spacewatch        |
| 431581 - | 2007 VA56                | 1º novembre 2007  | Spacewatch        |
| 431582 - | 2007 VD56                | 1º novembre 2007  | Spacewatch        |
| 431583 - | 2007 VO72                | 1º novembre 2007  | Spacewatch        |
| 431584 - | 2007 VV97                | 1º novembre 2007  | Spacewatch        |
| 431585 - | 2007 VQ98                | 2 novembre 2007   | Spacewatch        |
| 431586 - | 2007 VM103               | 10 ottobre 2007   | CSS               |
| 431587 - | 2007 VX106               | 3 novembre 2007   | Spacewatch        |
| 431588 - | 2007 VO108               | 10 ottobre 2007   | Mt. Lemmon Survey |
| 431589 - | 2007 VJ114               | 20 ottobre 2007   | Mt. Lemmon Survey |
| 431590 - | 2007 VT120               | 5 novembre 2007   | Spacewatch        |
| 431591 - | 2007 VC124               | 6 ottobre 2007    | Spacewatch        |
| 431592 - | 2007 VS160               | 5 novembre 2007   | Spacewatch        |
| 431593 - | 2007 VU160               | 5 novembre 2007   | Spacewatch        |
| 431594 - | 2007 VO166               | 5 novembre 2007   | Spacewatch        |
| 431595 - | 2007 VA172               | 7 novembre 2007   | Spacewatch        |
| 431596 - | 2007 VA183               | 2 novembre 2007   | LINEAR            |
| 431597 - | 2007 VX183               | 14 ottobre 2007   | Mt. Lemmon Survey |
| 431598 - | 2007 VO188               | 9 novembre 2007   | BATTeRS           |
| 431599 - | 2007 VV189               | 14 novembre 2007  | OAM               |
| 431600 - | 2007 VM190               | 4 novembre 2007   | Spacewatch        |

## 431601-431700
| Nome     | Designazione provvisoria | Data di scoperta  | Scopritore        |
| -------- | ------------------------ | ----------------- | ----------------- |
| 431601 - | 2007 VJ202               | 6 novembre 2007   | Spacewatch        |
| 431602 - | 2007 VK211               | 9 novembre 2007   | Spacewatch        |
| 431603 - | 2007 VN213               | 9 novembre 2007   | Spacewatch        |
| 431604 - | 2007 VW215               | 9 novembre 2007   | Spacewatch        |
| 431605 - | 2007 VS232               | 7 novembre 2007   | Spacewatch        |
| 431606 - | 2007 VL233               | 8 novembre 2007   | Spacewatch        |
| 431607 - | 2007 VN238               | 13 novembre 2007  | Spacewatch        |
| 431608 - | 2007 VS247               | 13 novembre 2007  | Mt. Lemmon Survey |
| 431609 - | 2007 VB248               | 13 novembre 2007  | Mt. Lemmon Survey |
| 431610 - | 2007 VX248               | 10 marzo 2005     | Spacewatch        |
| 431611 - | 2007 VF254               | 10 ottobre 2007   | Spacewatch        |
| 431612 - | 2007 VE255               | 20 ottobre 2007   | Mt. Lemmon Survey |
| 431613 - | 2007 VX273               | 12 novembre 2007  | CSS               |
| 431614 - | 2007 VO276               | 4 novembre 2007   | Spacewatch        |
| 431615 - | 2007 VU279               | 30 ottobre 2007   | Spacewatch        |
| 431616 - | 2007 VR291               | 14 novembre 2007  | Spacewatch        |
| 431617 - | 2007 VX307               | 5 novembre 2007   | Spacewatch        |
| 431618 - | 2007 VT309               | 3 novembre 2007   | Mt. Lemmon Survey |
| 431619 - | 2007 VB310               | 5 novembre 2007   | Spacewatch        |
| 431620 - | 2007 VS318               | 9 novembre 2007   | Mt. Lemmon Survey |
| 431621 - | 2007 VT318               | 12 novembre 2007  | Mt. Lemmon Survey |
| 431622 - | 2007 VV321               | 8 novembre 2007   | CSS               |
| 431623 - | 2007 VG328               | 8 novembre 2007   | LINEAR            |
| 431624 - | 2007 WE1                 | 21 ottobre 2007   | CSS               |
| 431625 - | 2007 WX3                 | 18 novembre 2007  | Young, J. W.      |
| 431626 - | 2007 WW21                | 1º novembre 2007  | Spacewatch        |
| 431627 - | 2007 WH22                | 18 ottobre 2007   | Spacewatch        |
| 431628 - | 2007 WW23                | 18 novembre 2007  | Mt. Lemmon Survey |
| 431629 - | 2007 WN25                | 2 novembre 2007   | Spacewatch        |
| 431630 - | 2007 WB32                | 2 novembre 2007   | Spacewatch        |
| 431631 - | 2007 WJ49                | 20 novembre 2007  | Mt. Lemmon Survey |
| 431632 - | 2007 WK50                | 20 novembre 2007  | Mt. Lemmon Survey |
| 431633 - | 2007 XQ1                 | 3 dicembre 2007   | CSS               |
| 431634 - | 2007 XT11                | 4 dicembre 2007   | Spacewatch        |
| 431635 - | 2007 XF19                | 10 settembre 2007 | Mt. Lemmon Survey |
| 431636 - | 2007 YQ62                | 30 dicembre 2007  | Spacewatch        |
| 431637 - | 2007 YS69                | 30 dicembre 2007  | Mt. Lemmon Survey |
| 431638 - | 2007 YZ69                | 13 novembre 2007  | Mt. Lemmon Survey |
| 431639 - | 2008 AM6                 | 10 gennaio 2008   | Mt. Lemmon Survey |
| 431640 - | 2008 AU14                | 10 gennaio 2008   | Spacewatch        |
| 431641 - | 2008 AY27                | 10 gennaio 2008   | Mt. Lemmon Survey |
| 431642 - | 2008 AR34                | 10 gennaio 2008   | Spacewatch        |
| 431643 - | 2008 AZ36                | 10 gennaio 2008   | Spacewatch        |
| 431644 - | 2008 AK52                | 11 gennaio 2008   | Mt. Lemmon Survey |
| 431645 - | 2008 AG83                | 28 dicembre 2007  | Spacewatch        |
| 431646 - | 2008 AF99                | 14 gennaio 2008   | Spacewatch        |
| 431647 - | 2008 AB114               | 10 aprile 2005    | Mt. Lemmon Survey |
| 431648 - | 2008 AD116               | 11 gennaio 2008   | Spacewatch        |
| 431649 - | 2008 BM8                 | 16 gennaio 2008   | Spacewatch        |
| 431650 - | 2008 BY18                | 29 gennaio 2008   | OAM               |
| 431651 - | 2008 BH21                | 30 gennaio 2008   | Mt. Lemmon Survey |
| 431652 - | 2008 BL32                | 30 gennaio 2008   | Mt. Lemmon Survey |
| 431653 - | 2008 BP39                | 30 gennaio 2008   | CSS               |
| 431654 - | 2008 BG49                | 30 gennaio 2008   | Mt. Lemmon Survey |
| 431655 - | 2008 BC52                | 19 gennaio 2008   | Mt. Lemmon Survey |
| 431656 - | 2008 CD5                 | 18 gennaio 2008   | CSS               |
| 431657 - | 2008 CJ17                | 11 gennaio 2008   | Spacewatch        |
| 431658 - | 2008 CR21                | 19 dicembre 2007  | Mt. Lemmon Survey |
| 431659 - | 2008 CE25                | 1º febbraio 2008  | Spacewatch        |
| 431660 - | 2008 CS29                | 2 febbraio 2008   | Spacewatch        |
| 431661 - | 2008 CQ43                | 2 febbraio 2008   | Spacewatch        |
| 431662 - | 2008 CG45                | 2 febbraio 2008   | Spacewatch        |
| 431663 - | 2008 CC60                | 7 febbraio 2008   | Spacewatch        |
| 431664 - | 2008 CX75                | 3 febbraio 2008   | Spacewatch        |
| 431665 - | 2008 CZ75                | 3 febbraio 2008   | Spacewatch        |
| 431666 - | 2008 CR95                | 8 febbraio 2008   | Spacewatch        |
| 431667 - | 2008 CB97                | 9 febbraio 2008   | Spacewatch        |
| 431668 - | 2008 CU98                | 2 febbraio 2008   | Spacewatch        |
| 431669 - | 2008 CQ109               | 9 febbraio 2008   | Spacewatch        |
| 431670 - | 2008 CJ112               | 10 febbraio 2008  | Spacewatch        |
| 431671 - | 2008 CQ119               | 12 febbraio 2008  | Kugel, F.         |
| 431672 - | 2008 CT137               | 31 dicembre 2007  | Mt. Lemmon Survey |
| 431673 - | 2008 CL143               | 8 febbraio 2008   | Spacewatch        |
| 431674 - | 2008 CD158               | 9 febbraio 2008   | CSS               |
| 431675 - | 2008 CX202               | 8 febbraio 2008   | Spacewatch        |
| 431676 - | 2008 CR203               | 11 febbraio 2008  | Spacewatch        |
| 431677 - | 2008 CE206               | 8 febbraio 2008   | Spacewatch        |
| 431678 - | 2008 CS209               | 6 febbraio 2008   | LINEAR            |
| 431679 - | 2008 DS7                 | 13 gennaio 2008   | Spacewatch        |
| 431680 - | 2008 DV15                | 11 gennaio 2008   | Mt. Lemmon Survey |
| 431681 - | 2008 DW17                | 1º febbraio 2008  | Spacewatch        |
| 431682 - | 2008 DE18                | 26 febbraio 2008  | Mt. Lemmon Survey |
| 431683 - | 2008 DY19                | 10 gennaio 2008   | Spacewatch        |
| 431684 - | 2008 DM23                | 9 febbraio 2008   | Spacewatch        |
| 431685 - | 2008 DL30                | 31 gennaio 2008   | Mt. Lemmon Survey |
| 431686 - | 2008 DP34                | 27 febbraio 2008  | Mt. Lemmon Survey |
| 431687 - | 2008 DZ34                | 27 febbraio 2008  | Spacewatch        |
| 431688 - | 2008 DC35                | 27 febbraio 2008  | Spacewatch        |
| 431689 - | 2008 DP35                | 27 febbraio 2008  | Spacewatch        |
| 431690 - | 2008 DZ35                | 27 febbraio 2008  | Mt. Lemmon Survey |
| 431691 - | 2008 DM44                | 28 febbraio 2008  | Mt. Lemmon Survey |
| 431692 - | 2008 DU60                | 2 febbraio 2008   | Spacewatch        |
| 431693 - | 2008 DW63                | 14 settembre 2006 | Spacewatch        |
| 431694 - | 2008 DB70                | 28 febbraio 2008  | Mt. Lemmon Survey |
| 431695 - | 2008 DJ82                | 28 febbraio 2008  | Spacewatch        |
| 431696 - | 2008 DE85                | 28 febbraio 2008  | Spacewatch        |
| 431697 - | 2008 DK87                | 28 febbraio 2008  | Spacewatch        |
| 431698 - | 2008 ES                  | 2 marzo 2008      | Mt. Lemmon Survey |
| 431699 - | 2008 EL10                | 10 febbraio 2008  | Spacewatch        |
| 431700 - | 2008 EF23                | 3 marzo 2008      | CSS               |

## 431701-431800
| Nome     | Designazione provvisoria | Data di scoperta | Scopritore               |
| -------- | ------------------------ | ---------------- | ------------------------ |
| 431701 - | 2008 EF31                | 18 dicembre 2003 | LINEAR                   |
| 431702 - | 2008 EW55                | 7 marzo 2008     | Mt. Lemmon Survey        |
| 431703 - | 2008 EN67                | 9 marzo 2008     | Mt. Lemmon Survey        |
| 431704 - | 2008 EF69                | 11 marzo 2008    | CSS                      |
| 431705 - | 2008 EZ76                | 7 marzo 2008     | Spacewatch               |
| 431706 - | 2008 ET82                | 8 marzo 2008     | LINEAR                   |
| 431707 - | 2008 EJ88                | 26 febbraio 2008 | Spacewatch               |
| 431708 - | 2008 EO88                | 13 febbraio 2008 | Spacewatch               |
| 431709 - | 2008 EN116               | 8 marzo 2008     | Spacewatch               |
| 431710 - | 2008 EF117               | 8 marzo 2008     | Spacewatch               |
| 431711 - | 2008 ER120               | 9 marzo 2008     | Spacewatch               |
| 431712 - | 2008 ES120               | 9 marzo 2008     | Spacewatch               |
| 431713 - | 2008 EB128               | 29 febbraio 2008 | Spacewatch               |
| 431714 - | 2008 ED131               | 10 febbraio 2008 | Spacewatch               |
| 431715 - | 2008 ET143               | 13 febbraio 2008 | Mt. Lemmon Survey        |
| 431716 - | 2008 EK147               | 1º marzo 2008    | Spacewatch               |
| 431717 - | 2008 EQ147               | 1º marzo 2008    | Spacewatch               |
| 431718 - | 2008 EZ147               | 1º marzo 2008    | Spacewatch               |
| 431719 - | 2008 EL151               | 1º marzo 2008    | Spacewatch               |
| 431720 - | 2008 EF152               | 10 marzo 2008    | Spacewatch               |
| 431721 - | 2008 EF163               | 10 marzo 2008    | Mt. Lemmon Survey        |
| 431722 - | 2008 EM166               | 6 marzo 2008     | CSS                      |
| 431723 - | 2008 ET167               | 9 marzo 2008     | LINEAR                   |
| 431724 - | 2008 FA4                 | 25 marzo 2008    | Spacewatch               |
| 431725 - | 2008 FH18                | 28 febbraio 2008 | Mt. Lemmon Survey        |
| 431726 - | 2008 FP24                | 11 luglio 2005   | CSS                      |
| 431727 - | 2008 FZ35                | 28 marzo 2008    | Mt. Lemmon Survey        |
| 431728 - | 2008 FC41                | 28 marzo 2008    | Spacewatch               |
| 431729 - | 2008 FP48                | 28 marzo 2008    | Mt. Lemmon Survey        |
| 431730 - | 2008 FG52                | 28 marzo 2008    | Mt. Lemmon Survey        |
| 431731 - | 2008 FG56                | 28 marzo 2008    | Mt. Lemmon Survey        |
| 431732 - | 2008 FP56                | 28 marzo 2008    | Mt. Lemmon Survey        |
| 431733 - | 2008 FH61                | 30 marzo 2008    | Spacewatch               |
| 431734 - | 2008 FP69                | 28 marzo 2008    | Mt. Lemmon Survey        |
| 431735 - | 2008 FB82                | 13 marzo 2008    | Spacewatch               |
| 431736 - | 2008 FP87                | 28 marzo 2008    | Mt. Lemmon Survey        |
| 431737 - | 2008 FV106               | 31 marzo 2008    | Spacewatch               |
| 431738 - | 2008 FC107               | 31 marzo 2008    | Spacewatch               |
| 431739 - | 2008 FL108               | 31 marzo 2008    | Mt. Lemmon Survey        |
| 431740 - | 2008 FC112               | 31 marzo 2008    | Spacewatch               |
| 431741 - | 2008 FN123               | 29 marzo 2008    | Spacewatch               |
| 431742 - | 2008 FW128               | 29 marzo 2008    | Spacewatch               |
| 431743 - | 2008 FN137               | 30 marzo 2008    | Spacewatch               |
| 431744 - | 2008 GH2                 | 10 ottobre 2007  | CSS                      |
| 431745 - | 2008 GY4                 | 12 marzo 2008    | Spacewatch               |
| 431746 - | 2008 GW10                | 1º aprile 2008   | Spacewatch               |
| 431747 - | 2008 GF22                | 1º aprile 2008   | Spacewatch               |
| 431748 - | 2008 GO28                | 3 aprile 2008    | Spacewatch               |
| 431749 - | 2008 GZ32                | 29 dicembre 2003 | Spacewatch               |
| 431750 - | 2008 GS55                | 5 aprile 2008    | Mt. Lemmon Survey        |
| 431751 - | 2008 GS64                | 6 aprile 2008    | Spacewatch               |
| 431752 - | 2008 GZ72                | 7 aprile 2008    | Mt. Lemmon Survey        |
| 431753 - | 2008 GH74                | 7 aprile 2008    | Spacewatch               |
| 431754 - | 2008 GA77                | 7 aprile 2008    | Spacewatch               |
| 431755 - | 2008 GE81                | 7 aprile 2008    | Spacewatch               |
| 431756 - | 2008 GJ88                | 6 aprile 2008    | Spacewatch               |
| 431757 - | 2008 GY89                | 6 aprile 2008    | Mt. Lemmon Survey        |
| 431758 - | 2008 GM119               | 11 aprile 2008   | Spacewatch               |
| 431759 - | 2008 GK146               | 15 aprile 2008   | Spacewatch               |
| 431760 - | 2008 HE                  | 18 aprile 2008   | CSS                      |
| 431761 - | 2008 HU1                 | 24 aprile 2008   | Spacewatch               |
| 431762 - | 2008 HP12                | 5 luglio 2005    | Spacewatch               |
| 431763 - | 2008 HN15                | 25 aprile 2008   | Spacewatch               |
| 431764 - | 2008 HU27                | 28 aprile 2008   | Spacewatch               |
| 431765 - | 2008 HB28                | 28 aprile 2008   | Spacewatch               |
| 431766 - | 2008 HT39                | 15 marzo 2008    | Spacewatch               |
| 431767 - | 2008 HZ50                | 29 aprile 2008   | Spacewatch               |
| 431768 - | 2008 HL54                | 29 aprile 2008   | Spacewatch               |
| 431769 - | 2008 HQ54                | 29 aprile 2008   | Spacewatch               |
| 431770 - | 2008 HH59                | 30 aprile 2008   | Mt. Lemmon Survey        |
| 431771 - | 2008 HH65                | 29 aprile 2008   | Mt. Lemmon Survey        |
| 431772 - | 2008 JN1                 | 2 maggio 2008    | Mt. Lemmon Survey        |
| 431773 - | 2008 JK11                | 3 maggio 2008    | Spacewatch               |
| 431774 - | 2008 JT16                | 3 maggio 2008    | Mt. Lemmon Survey        |
| 431775 - | 2008 JO24                | 10 maggio 2008   | Mt. Lemmon Survey        |
| 431776 - | 2008 JQ24                | 29 ottobre 1998  | LONEOS                   |
| 431777 - | 2008 JC35                | 14 maggio 2008   | CSS                      |
| 431778 - | 2008 KR1                 | 3 maggio 2008    | Mt. Lemmon Survey        |
| 431779 - | 2008 KD9                 | 27 maggio 2008   | Spacewatch               |
| 431780 - | 2008 LR                  | 1º giugno 2008   | Mt. Lemmon Survey        |
| 431781 - | 2008 LY3                 | 2 giugno 2008    | Mt. Lemmon Survey        |
| 431782 - | 2008 LF13                | 6 giugno 2008    | Spacewatch               |
| 431783 - | 2008 LC17                | 15 marzo 2008    | Mt. Lemmon Survey        |
| 431784 - | 2008 MF                  | 22 giugno 2008   | Spacewatch               |
| 431785 - | 2008 OZ9                 | 26 luglio 2008   | Siding Spring Survey     |
| 431786 - | 2008 OY19                | 30 luglio 2008   | Spacewatch               |
| 431787 - | 2008 PG4                 | 12 dicembre 1999 | Spacewatch               |
| 431788 - | 2008 PH4                 | 5 agosto 2008    | Hoenig, S. F., Teamo, N. |
| 431789 - | 2008 PM8                 | 26 luglio 2008   | Siding Spring Survey     |
| 431790 - | 2008 PA11                | 14 giugno 2008   | Siding Spring Survey     |
| 431791 - | 2008 PK14                | 1º febbraio 2006 | Mt. Lemmon Survey        |
| 431792 - | 2008 PK22                | 1º agosto 2008   | LINEAR                   |
| 431793 - | 2008 QX3                 | 29 luglio 2008   | Spacewatch               |
| 431794 - | 2008 QX7                 | 23 agosto 2008   | Teamo, N.                |
| 431795 - | 2008 QW15                | 28 agosto 2008   | OAM                      |
| 431796 - | 2008 QR18                | 29 agosto 2008   | Ferrando, R.             |
| 431797 - | 2008 QY22                | 26 agosto 2008   | LINEAR                   |
| 431798 - | 2008 QY26                | 2 gennaio 2006   | Mt. Lemmon Survey        |
| 431799 - | 2008 QJ34                | 29 luglio 2008   | Spacewatch               |
| 431800 - | 2008 QN35                | 26 agosto 2008   | Siding Spring Survey     |

## 431801-431900
| Nome     | Designazione provvisoria | Data di scoperta  | Scopritore        |
| -------- | ------------------------ | ----------------- | ----------------- |
| 431801 - | 2008 QV35                | 21 agosto 2008    | Spacewatch        |
| 431802 - | 2008 QW38                | 24 agosto 2008    | Spacewatch        |
| 431803 - | 2008 QL40                | 31 agosto 2008    | Moletai           |
| 431804 - | 2008 QC46                | 29 luglio 2008    | Mt. Lemmon Survey |
| 431805 - | 2008 RN6                 | 3 settembre 2008  | Spacewatch        |
| 431806 - | 2008 RD14                | 24 agosto 2008    | Spacewatch        |
| 431807 - | 2008 RO15                | 4 settembre 2008  | Spacewatch        |
| 431808 - | 2008 RK18                | 24 agosto 2008    | Spacewatch        |
| 431809 - | 2008 RS23                | 5 settembre 2008  | LINEAR            |
| 431810 - | 2008 RF24                | 5 settembre 2008  | LINEAR            |
| 431811 - | 2008 RY29                | 2 settembre 2008  | Spacewatch        |
| 431812 - | 2008 RF36                | 2 settembre 2008  | Spacewatch        |
| 431813 - | 2008 RU36                | 2 settembre 2008  | Spacewatch        |
| 431814 - | 2008 RL46                | 2 settembre 2008  | Spacewatch        |
| 431815 - | 2008 RM59                | 3 settembre 2008  | Spacewatch        |
| 431816 - | 2008 RD62                | 4 settembre 2008  | Spacewatch        |
| 431817 - | 2008 RS64                | 4 settembre 2008  | Spacewatch        |
| 431818 - | 2008 RL68                | 4 settembre 2008  | Spacewatch        |
| 431819 - | 2008 RW95                | 7 settembre 2008  | CSS               |
| 431820 - | 2008 RD105               | 6 settembre 2008  | CSS               |
| 431821 - | 2008 RL107               | 7 settembre 2008  | CSS               |
| 431822 - | 2008 RC110               | 3 settembre 2008  | Spacewatch        |
| 431823 - | 2008 RO114               | 6 settembre 2008  | Mt. Lemmon Survey |
| 431824 - | 2008 RV120               | 7 settembre 2008  | Mt. Lemmon Survey |
| 431825 - | 2008 RF122               | 3 settembre 2008  | Spacewatch        |
| 431826 - | 2008 RL126               | 2 settembre 2008  | Spacewatch        |
| 431827 - | 2008 RU131               | 8 settembre 2008  | Spacewatch        |
| 431828 - | 2008 RY142               | 7 febbraio 2006   | Spacewatch        |
| 431829 - | 2008 RG146               | 6 settembre 2008  | CSS               |
| 431830 - | 2008 SW                  | 21 settembre 2008 | Teamo, N.         |
| 431831 - | 2008 SV8                 | 30 luglio 2008    | Mt. Lemmon Survey |
| 431832 - | 2008 SG10                | 22 settembre 2008 | LINEAR            |
| 431833 - | 2008 SW10                | 7 settembre 2008  | Mt. Lemmon Survey |
| 431834 - | 2008 SA11                | 6 settembre 2008  | CSS               |
| 431835 - | 2008 SA16                | 19 settembre 2008 | Spacewatch        |
| 431836 - | 2008 SO26                | 7 settembre 2008  | Mt. Lemmon Survey |
| 431837 - | 2008 SJ27                | 4 settembre 2008  | Spacewatch        |
| 431838 - | 2008 SG32                | 20 settembre 2008 | Spacewatch        |
| 431839 - | 2008 SO41                | 6 settembre 2008  | Mt. Lemmon Survey |
| 431840 - | 2008 SG45                | 20 settembre 2008 | Spacewatch        |
| 431841 - | 2008 SS45                | 20 settembre 2008 | Spacewatch        |
| 431842 - | 2008 SO51                | 4 settembre 2008  | Spacewatch        |
| 431843 - | 2008 SB53                | 20 settembre 2008 | Mt. Lemmon Survey |
| 431844 - | 2008 SJ53                | 20 settembre 2008 | Mt. Lemmon Survey |
| 431845 - | 2008 SP57                | 20 settembre 2008 | Mt. Lemmon Survey |
| 431846 - | 2008 SF59                | 20 settembre 2008 | Spacewatch        |
| 431847 - | 2008 SQ59                | 20 settembre 2008 | Spacewatch        |
| 431848 - | 2008 SU59                | 20 settembre 2008 | Spacewatch        |
| 431849 - | 2008 SV60                | 20 settembre 2008 | CSS               |
| 431850 - | 2008 SJ65                | 21 settembre 2008 | Mt. Lemmon Survey |
| 431851 - | 2008 SS67                | 6 settembre 2008  | Mt. Lemmon Survey |
| 431852 - | 2008 SA72                | 9 settembre 2008  | Mt. Lemmon Survey |
| 431853 - | 2008 SO72                | 22 settembre 2008 | Spacewatch        |
| 431854 - | 2008 SC84                | 24 settembre 2008 | Kugel, F.         |
| 431855 - | 2008 SW84                | 28 settembre 2008 | Mahony, J.        |
| 431856 - | 2008 SJ94                | 2 settembre 2008  | Spacewatch        |
| 431857 - | 2008 SL95                | 21 settembre 2008 | Spacewatch        |
| 431858 - | 2008 ST97                | 21 settembre 2008 | Spacewatch        |
| 431859 - | 2008 SW100               | 21 settembre 2008 | Spacewatch        |
| 431860 - | 2008 SW106               | 21 settembre 2008 | Spacewatch        |
| 431861 - | 2008 SA109               | 22 settembre 2008 | Mt. Lemmon Survey |
| 431862 - | 2008 SP112               | 22 settembre 2008 | Spacewatch        |
| 431863 - | 2008 SF114               | 22 settembre 2008 | Spacewatch        |
| 431864 - | 2008 SW115               | 22 settembre 2008 | Spacewatch        |
| 431865 - | 2008 SU121               | 22 settembre 2008 | Mt. Lemmon Survey |
| 431866 - | 2008 SM122               | 22 settembre 2008 | Mt. Lemmon Survey |
| 431867 - | 2008 SD124               | 22 settembre 2008 | Mt. Lemmon Survey |
| 431868 - | 2008 SP134               | 23 settembre 2008 | Spacewatch        |
| 431869 - | 2008 SV142               | 24 settembre 2008 | CSS               |
| 431870 - | 2008 SA143               | 24 settembre 2008 | Mt. Lemmon Survey |
| 431871 - | 2008 SS151               | 20 settembre 2008 | CSS               |
| 431872 - | 2008 SK161               | 28 settembre 2008 | LINEAR            |
| 431873 - | 2008 SU164               | 24 settembre 2008 | Spacewatch        |
| 431874 - | 2008 SH169               | 3 settembre 2008  | Spacewatch        |
| 431875 - | 2008 SM170               | 3 settembre 2008  | Spacewatch        |
| 431876 - | 2008 SH184               | 9 settembre 2008  | Mt. Lemmon Survey |
| 431877 - | 2008 SU191               | 25 settembre 2008 | Spacewatch        |
| 431878 - | 2008 SR192               | 25 settembre 2008 | Spacewatch        |
| 431879 - | 2008 SZ200               | 26 settembre 2008 | Spacewatch        |
| 431880 - | 2008 SN202               | 7 settembre 2008  | Mt. Lemmon Survey |
| 431881 - | 2008 SX202               | 6 settembre 2008  | Mt. Lemmon Survey |
| 431882 - | 2008 SP204               | 26 settembre 2008 | Spacewatch        |
| 431883 - | 2008 SE218               | 30 settembre 2008 | OAM               |
| 431884 - | 2008 SL232               | 24 agosto 2008    | Spacewatch        |
| 431885 - | 2008 SW242               | 6 settembre 2008  | Mt. Lemmon Survey |
| 431886 - | 2008 SK258               | 22 settembre 2008 | Mt. Lemmon Survey |
| 431887 - | 2008 SU261               | 24 settembre 2008 | Spacewatch        |
| 431888 - | 2008 SA262               | 24 settembre 2008 | Spacewatch        |
| 431889 - | 2008 SL264               | 25 settembre 2008 | Spacewatch        |
| 431890 - | 2008 SB265               | 26 settembre 2008 | Spacewatch        |
| 431891 - | 2008 SM265               | 28 settembre 2008 | Mt. Lemmon Survey |
| 431892 - | 2008 SG277               | 24 settembre 2008 | Spacewatch        |
| 431893 - | 2008 SH280               | 6 settembre 2008  | CSS               |
| 431894 - | 2008 SN284               | 24 settembre 2008 | Spacewatch        |
| 431895 - | 2008 SO284               | 24 settembre 2008 | Spacewatch        |
| 431896 - | 2008 SY285               | 22 settembre 2008 | Spacewatch        |
| 431897 - | 2008 SZ287               | 23 settembre 2008 | Spacewatch        |
| 431898 - | 2008 SO302               | 23 settembre 2008 | Spacewatch        |
| 431899 - | 2008 SL305               | 27 settembre 2008 | Mt. Lemmon Survey |
| 431900 - | 2008 SZ305               | 28 settembre 2008 | LINEAR            |

## 431901-432000
| Nome     | Designazione provvisoria | Data di scoperta  | Scopritore        |
| -------- | ------------------------ | ----------------- | ----------------- |
| 431901 - | 2008 TN2                 | 3 ottobre 2008    | OAM               |
| 431902 - | 2008 TO5                 | 1º ottobre 2008   | OAM               |
| 431903 - | 2008 TF8                 | 29 settembre 2008 | CSS               |
| 431904 - | 2008 TR8                 | 5 ottobre 2008    | OAM               |
| 431905 - | 2008 TQ9                 | 2 ottobre 2008    | Spacewatch        |
| 431906 - | 2008 TL23                | 6 settembre 2008  | Mt. Lemmon Survey |
| 431907 - | 2008 TY30                | 1º ottobre 2008   | Spacewatch        |
| 431908 - | 2008 TF31                | 1º ottobre 2008   | Spacewatch        |
| 431909 - | 2008 TH34                | 16 ottobre 2003   | Spacewatch        |
| 431910 - | 2008 TB36                | 1º ottobre 2008   | Mt. Lemmon Survey |
| 431911 - | 2008 TM39                | 1º ottobre 2008   | Spacewatch        |
| 431912 - | 2008 TQ46                | 1º ottobre 2008   | Spacewatch        |
| 431913 - | 2008 TQ47                | 16 settembre 2003 | Spacewatch        |
| 431914 - | 2008 TA54                | 22 aprile 2007    | Spacewatch        |
| 431915 - | 2008 TV56                | 24 settembre 2008 | Spacewatch        |
| 431916 - | 2008 TF61                | 6 settembre 2008  | Mt. Lemmon Survey |
| 431917 - | 2008 TP64                | 2 ottobre 2008    | Spacewatch        |
| 431918 - | 2008 TB66                | 24 settembre 2008 | Spacewatch        |
| 431919 - | 2008 TZ66                | 2 ottobre 2008    | Spacewatch        |
| 431920 - | 2008 TA71                | 2 ottobre 2008    | Spacewatch        |
| 431921 - | 2008 TC73                | 2 ottobre 2008    | Spacewatch        |
| 431922 - | 2008 TM75                | 2 ottobre 2008    | Spacewatch        |
| 431923 - | 2008 TL91                | 21 settembre 2008 | Spacewatch        |
| 431924 - | 2008 TM91                | 4 ottobre 2008    | OAM               |
| 431925 - | 2008 TR100               | 14 settembre 1999 | Spacewatch        |
| 431926 - | 2008 TW100               | 6 ottobre 2008    | Spacewatch        |
| 431927 - | 2008 TZ125               | 23 settembre 2008 | Spacewatch        |
| 431928 - | 2008 TZ129               | 25 febbraio 2006  | Spacewatch        |
| 431929 - | 2008 TZ130               | 23 settembre 2008 | Spacewatch        |
| 431930 - | 2008 TA131               | 23 settembre 2008 | Spacewatch        |
| 431931 - | 2008 TF140               | 9 settembre 2008  | Mt. Lemmon Survey |
| 431932 - | 2008 TO144               | 11 dicembre 2004  | Spacewatch        |
| 431933 - | 2008 TE145               | 3 settembre 2008  | Spacewatch        |
| 431934 - | 2008 TH158               | 20 settembre 2008 | Mt. Lemmon Survey |
| 431935 - | 2008 TR158               | 11 aprile 2003    | Spacewatch        |
| 431936 - | 2008 TR161               | 6 ottobre 2008    | Mt. Lemmon Survey |
| 431937 - | 2008 TN167               | 9 ottobre 2008    | Spacewatch        |
| 431938 - | 2008 TO168               | 2 ottobre 2008    | Mt. Lemmon Survey |
| 431939 - | 2008 TL174               | 3 ottobre 2008    | Mt. Lemmon Survey |
| 431940 - | 2008 TF177               | 7 ottobre 2008    | Mt. Lemmon Survey |
| 431941 - | 2008 TP184               | 6 ottobre 2008    | Spacewatch        |
| 431942 - | 2008 TR188               | 10 ottobre 2008   | CSS               |
| 431943 - | 2008 UG8                 | 17 ottobre 2008   | Spacewatch        |
| 431944 - | 2008 UN11                | 17 ottobre 2008   | Spacewatch        |
| 431945 - | 2008 UR22                | 19 ottobre 2008   | Spacewatch        |
| 431946 - | 2008 UA30                | 20 ottobre 2008   | Spacewatch        |
| 431947 - | 2008 UC30                | 20 ottobre 2008   | Spacewatch        |
| 431948 - | 2008 UH31                | 20 ottobre 2008   | Spacewatch        |
| 431949 - | 2008 UH37                | 6 settembre 2008  | Mt. Lemmon Survey |
| 431950 - | 2008 UY39                | 2 ottobre 2008    | Mt. Lemmon Survey |
| 431951 - | 2008 UJ52                | 20 ottobre 2008   | Spacewatch        |
| 431952 - | 2008 UD61                | 21 ottobre 2008   | Spacewatch        |
| 431953 - | 2008 UZ65                | 21 ottobre 2008   | Spacewatch        |
| 431954 - | 2008 UT67                | 21 ottobre 2008   | Spacewatch        |
| 431955 - | 2008 UQ68                | 24 settembre 2008 | Mt. Lemmon Survey |
| 431956 - | 2008 UB75                | 21 ottobre 2008   | Spacewatch        |
| 431957 - | 2008 UF87                | 23 ottobre 2008   | Mt. Lemmon Survey |
| 431958 - | 2008 UB89                | 8 ottobre 2008    | Spacewatch        |
| 431959 - | 2008 UC96                | 24 ottobre 2008   | LINEAR            |
| 431960 - | 2008 UU102               | 26 settembre 2008 | Spacewatch        |
| 431961 - | 2008 UF108               | 7 ottobre 2008    | Mt. Lemmon Survey |
| 431962 - | 2008 UX108               | 21 ottobre 2008   | Spacewatch        |
| 431963 - | 2008 UB109               | 21 ottobre 2008   | Mt. Lemmon Survey |
| 431964 - | 2008 UM116               | 22 ottobre 2008   | Spacewatch        |
| 431965 - | 2008 US118               | 22 ottobre 2008   | Spacewatch        |
| 431966 - | 2008 UD121               | 22 ottobre 2008   | Spacewatch        |
| 431967 - | 2008 UT127               | 22 ottobre 2008   | Spacewatch        |
| 431968 - | 2008 UP130               | 2 ottobre 2008    | Spacewatch        |
| 431969 - | 2008 UB134               | 6 settembre 2008  | Mt. Lemmon Survey |
| 431970 - | 2008 UV136               | 23 ottobre 2008   | Spacewatch        |
| 431971 - | 2008 UJ138               | 23 ottobre 2008   | Spacewatch        |
| 431972 - | 2008 UX141               | 15 novembre 2003  | Spacewatch        |
| 431973 - | 2008 UO142               | 23 ottobre 2008   | Spacewatch        |
| 431974 - | 2008 UO150               | 10 ottobre 2008   | Spacewatch        |
| 431975 - | 2008 UL152               | 27 febbraio 2006  | Spacewatch        |
| 431976 - | 2008 UJ157               | 23 ottobre 2008   | Mt. Lemmon Survey |
| 431977 - | 2008 UR165               | 24 ottobre 2008   | Spacewatch        |
| 431978 - | 2008 UC173               | 2 ottobre 2008    | Mt. Lemmon Survey |
| 431979 - | 2008 UB174               | 23 settembre 2008 | Spacewatch        |
| 431980 - | 2008 UM180               | 24 ottobre 2008   | Spacewatch        |
| 431981 - | 2008 UV185               | 24 ottobre 2008   | Spacewatch        |
| 431982 - | 2008 UJ187               | 24 ottobre 2008   | Spacewatch        |
| 431983 - | 2008 UC192               | 7 ottobre 2008    | Mt. Lemmon Survey |
| 431984 - | 2008 UK197               | 27 ottobre 2008   | Mt. Lemmon Survey |
| 431985 - | 2008 UG208               | 23 ottobre 2008   | Spacewatch        |
| 431986 - | 2008 UN209               | 23 ottobre 2008   | Spacewatch        |
| 431987 - | 2008 UR214               | 1º ottobre 2008   | Mt. Lemmon Survey |
| 431988 - | 2008 UX237               | 26 ottobre 2008   | Spacewatch        |
| 431989 - | 2008 UE251               | 27 ottobre 2008   | Spacewatch        |
| 431990 - | 2008 UM251               | 27 ottobre 2008   | Spacewatch        |
| 431991 - | 2008 UN253               | 27 ottobre 2008   | Spacewatch        |
| 431992 - | 2008 UX256               | 27 ottobre 2008   | Spacewatch        |
| 431993 - | 2008 UV265               | 9 ottobre 2008    | Spacewatch        |
| 431994 - | 2008 UF268               | 28 ottobre 2008   | Spacewatch        |
| 431995 - | 2008 UC276               | 28 ottobre 2008   | Mt. Lemmon Survey |
| 431996 - | 2008 UQ278               | 20 ottobre 2008   | Spacewatch        |
| 431997 - | 2008 UD284               | 29 settembre 2008 | Spacewatch        |
| 431998 - | 2008 UU284               | 20 ottobre 2008   | Spacewatch        |
| 431999 - | 2008 UA294               | 29 ottobre 2008   | Spacewatch        |
| 432000 - | 2008 UT302               | 29 ottobre 2008   | Spacewatch        |